# Conus nocturnus
Espèce
Statut de conservation UICN

 DD  : Données insuffisantes
Conus nocturnus est une espèce de mollusques gastéropodes marins de la famille des Conidae.
Comme toutes les espèces du genre Conus, ces escargots sont prédateurs et venimeux. Ils sont capables de « piquer » les humains et doivent donc être manipulés avec précaution, voire pas du tout.

## Description
La taille de la coquille varie entre 45 mm et 86 mm. Le motif des marques est essentiellement le même que chez Conus marmoreus, mais la couleur chocolat se fond en deux larges bandes irrégulières au sein desquelles les taches blanches triangulaires n'apparaissent qu'occasionnellement. Chez Conus deburghiae, la surface est parfois granuleuse dans les lignes de révolution, et les nodules sont comprimés. 

## Distribution
Cette espèce marine est présente au large de Madagascar, de Maurice, de Sri Lanka, des Moluques et de Nouvelle-Guinée.

### Niveau de risque d’extinction de l’espèce
Selon l'analyse de l'UICN réalisée en 2011 pour la définition du niveau de risque d'extinction, cette espèce de Conus se trouve au nord-ouest de la Nouvelle-Guinée, aux Moluques, à Palawan et au sud-est de Sulawesi. Il n'y a pas d'enregistrement des niveaux de population pour cette espèce dans la littérature. Cependant, des enquêtes récentes ont montré que de grandes populations ont été découvertes mais aucune information à ce sujet n'est disponible. En raison de cette information limitée, nous avons inscrit cette espèce dans la catégorie " Données insuffisantes " et nous recommandons des recherches supplémentaires sur son habitat, le statut de sa population et les menaces potentielles.

## Taxonomie

### Publication originale
L'espèce Conus nocturnus a été décrite pour la première fois en 1786 par le prêtre, libraire, botaniste et conchyliologiste britannique John Lightfoot dans « A Catalogue of the Portland Museum »,.

### Synonymes
- Conus (Conus) nocturnus [Lightfoot], 1786 · appellation alternative
- Conus deburghiae G. B. Sowerby II, 1857 · non accepté
- Conus nocturnus Hwass, 1792 · non accepté
- synonym and homonym of Conus nocturnus [Lightfoot], 1786